# La Côte-en-Couzan
La Côte-en-Couzan è un comune delegato e frazione del comune di La Côte-Saint-Didier, situato nel dipartimento della Loira della regione dell'Alvernia-Rodano-Alpi. In precedenza comune autonomo, il 1º gennaio 2025 è confluito insieme all'ex comune di Saint-Didier-sur-Rochefort nel nuovo comune di La Côte-Saint-Didier.

## Società

### Evoluzione demografica
Abitanti censiti